# Heiligenstedten
Heiligenstedten er en by og kommune i det nordlige Tyskland, beliggende i Amt Itzehoe-Land under Kreis Steinburg. Kreis Steinburg ligger i den sydvestlige del af delstaten Slesvig-Holsten.

## Geografi
Heiligenstedten ligger umiddelbart vest for Itzehoe ved floden Stör, der fra Heiligenstedten til udløbet i Elben er en Bundeswasserstraße. Gennem kommunen går Bundesstraßen 5 og 204 samt jernbanelinjen Marschbahn fra Hamborg til Westerland. Heiligenstedten havde fra 1899 (banens åbning) til 1971 egen station på linjen. I kommunen ligger ud over hovedbyen landsbyerne Julianka og Juliankaholz, samt Schloss Heiligenstedten (de).